# FC Fredericia
Der FC Fredericia ist ein dänischer Fußballverein aus der Stadt Fredericia. Er spielt nach dem Aufstieg aus der 1. Division 2024/25 in der Saison 2025/26 erstmals in der höchsten Spielklasse des Landes.

## Geschichte

Altes Logo

Der FC Fredericia wurde 1991 als gemeinsame Profiabteilung der Vereine Fredericia fF („Vereinigte Fußballvereine Fredericia“) und Fredericia KFUM („CVJM Fredericia“) gegründet. 2003 zog sich Fredericia fF aus dem Projekt zurück, so dass seither Fredericia KFUM der alleinige Trägerverein des FC Fredericia ist.
Im Herbst 2005 gewann der Verein die erste Ausgabe des Fionia Bank Cup, einem Turnier mit den beiden Lokalrivalen aus dem Trekantsområde, Kolding FC und Vejle BK, bei dem die Ligaergebnisse der drei Vereine untereinander ausgewertet wurden.
Ab der Saison 2007/08 war der Verein durchgehend in der 1. Division vertreten. Im nationalen Pokal war das Erreichen des Halbfinals der bisher größte Erfolg. In der Spielzeit 2024/25 gelang der Aufstieg in die Superliga.

## Kader der Saison 2025/26
Stand: 6. August 2025
| Nr. |          | Position | Name             |
| --- | -------- | -------- | ---------------- |
| 1   | Faroer   | TW       | Mattias Lamhauge |
| 2   | Danemark | AB       | Daniel Thøgersen |
| 3   | Danemark | AB       | Adam Nygaard     |
| 4   | Danemark | AB       | Jeppe Kudsk      |
| 5   | Danemark | AB       | Frederik Rieper  |
| 6   | Danemark | MF       | Felix Winther    |
| 7   | Danemark | ST       | Gustav Marcussen |
| 8   | Danemark | MF       | Jakob Jessen     |
| 9   | Danemark | ST       | Patrick Egelund  |
| 10  | Danemark | MF       | Emilio Simonsen  |
| 11  | Uganda   | MF       | Moses Opondo     |
| 12  | Danemark | AB       | Svenn Crone      |
| 13  | Danemark | MF       | William Madsen   |

| Nr. |          | Position | Name                |
| --- | -------- | -------- | ------------------- |
| 14  | Danemark | AB       | Anders Dahl         |
| 15  | Danemark | AB       | Malthe Ladefoged    |
| 17  | Island   | AB       | Daniel Kristjansson |
| 18  | Danemark | MF       | Andreas Pyndt       |
| 19  | Danemark | ST       | Eskild Dall         |
| 20  | Danemark | MF       | Daniel Haarbo       |
| 21  | Danemark | MF       | Jonatan Lindekilde  |
| 22  | Danemark | ST       | Martin Huldahl      |
| 23  | Danemark | TW       | Mads Eriksen        |
| 25  | England  | TW       | Ovie Ejeheri        |
| 97  | Danemark | ST       | Oscar Buch          |
| 98  | Albanien | ST       | Agon Mucolli        |

## Bekannte Spieler
- Morten Nielsen (2011)
- Sanel Kapidžić (2011–2012)
- Kasper Junker (2011)
- Adrián López Rodríguez (2017–2018)
- Mikkel Fischer (2023–2024)
- Ronnie Schwartz (2024–lfd.)